# Roosje Glaser
Rosa Regina (Roosje) Glaser (Nijmegen, 10 september 1914 - Stockholm, 2000) was een Nederlandse danseres en Holocaustoverlevende.

## Biografie
Roosje Glaser werd geboren in Nijmegen in Nederland en groeide op in Kleef in Duitsland. Voor de oorlog was Glaser in Nederland danseres met verschillende dansscholen. Als Joodse vrouw werd ze in de Tweede Wereldoorlog verraden door haar (ex-)minaar. Ze werd op transport gezet naar Westerbork, vervolgens naar Kamp Vught. Ze wist te ontsnappen, werd snel weer opgepakt en voor straf direct naar Auschwitz gestuurd. Ze overleefde door dansles te geven. Uiteindelijk overleefde ze zeven concentratiekampen.
Via het Zweedse Rode Kruis werd ze bevrijd. Sindsdien woonde ze in Zweden. In 2016 is haar verhaal vastgelegd in het boek Dansen met de vijand: Het oorlogsgeheim van tante Roosje, meerdere theaterproducties en tentoonstellingen.

### Jeugd en vooravond oorlog
Als Roosje nog kleuter is en in Duitsland woont, in het stadje Kleef, ziet ze jonge mensen dansen. Het fascineert haar en het wordt haar passie. Roosje ontwikkelt zich tot een geëmancipeerde vrouw die haar plek weet te veroveren. Als danslerares boekt ze successen en danst in Amsterdam, Londen, Parijs, Berlijn en Brussel. Ze verliest haar grote liefde in 1936, zoekt troost en trouwt met de dansschoolleraar Leo Crielaars. Samen exploiteren ze een dansschool in Den Bosch. Wanneer de nationaalsocialisten de macht grijpen begint voor Roosje, 25 jaar oud en Joods, een levensgevaarlijk avontuur. Het huwelijk loopt stuk en ze scheiden.
In 1940 vallen de Duitsers Nederland binnen. Al snel worden er discriminerende maatregelen genomen tegen Nederlanders met Joodse achtergrond. Roosje besluit daar niet aan mee te doen, ondanks de hoge straffen die op overtreding staan. Haar passie voor dansen blijft belangrijk en ze start met succes vier nieuwe dansscholen. Dat succes wordt nog vergroot door het introduceren van nieuwe dansen in Nederland. Roosjes foto staat in tijdschriften en ze komt in het bioscoopjournaal.

### Dansen en verraad
In 1941 geeft haar (ex-)man Leo haar aan bij de Kultuurkamer. Roosje moet haar bloeiende dansscholen sluiten. Illegaal gaat ze met de dansschool verder op de zolder van haar huis. In het voorjaar van 1942 verraden Leo en zijn broer Marinus Crielaars Roosje bij politiecommissaris en burgemeester omdat ze geen Jodenster draagt. Roosje wordt opgepakt en overgedragen aan de SS. Die sluit haar zes weken op. Daarna komt ze weer vrij. In de zomer van 1942 wil ze met haar dansscholen het dansseizoen afsluiten met een groot bal. Ze kan echter geen balzaal meer huren, nu vanwege het verraad door haar ex-man en zijn broer bekend is geworden dat ze Joods is.
Ze organiseert een alternatief bal in het buitengebied in een houten uitspanning. Daar wordt gedanst en diverse spelen gespeeld. Van die bijeenkomst en de illegale danszolder bestaan originele filmopnamen. In het najaar van 1942 najaar wordt Roosje opgeroepen zich ‘vrijwillig’ naar kamp Westerbork te begeven. Zij geeft geen gehoor aan die oproep, wijzigt haar identiteit en gaat in pension bij het echtpaar Coljee in Naarden. De vrouw is een Duitse en de man is een NSB'er. Roosje wordt verraden door haar Nederlandse minnaar Kees van Meteren. Een politieman arresteert haar met getrokken pistool, ze wordt verhoord, opgesloten in een politiecel en op transport gezet naar het kamp Westerbork.

### Concentratiekampen
Roosje komt in concentratiekamp Westerbork. Daar blijft het niet bij, zes kampen volgen nog.
Nederland
- Westerbork                                           14/10/1942 – 20/02/1943
- Vught                                                     20/02/1943 – 10/09/1943

Polen
- Auschwitz-Birkenau                             19/09/1943 – 18/01/1945
- Dodenmars                                            18/01/1945 – 22/01/1945

Duitsland
- Ravensbrück                                         22/01/1945 – 15/02/1945
- Berlin werk aan verdediging                  15/02/1945 – 23/03/1945
- Bergen Belsen                                       23/03/1945 – 29/03/1945
- Neuengamme, onderdeel Wandsbeck   29/03/1945 – 30/04/1945

In de kampen probeert ze zoveel als mogelijk regie over haar leven te houden en organiseert onder andere cabaret en dans in het kamp. Ook schrijft en zingt ze liederen. Uit kamp Vught weet ze te ontsnappen, maar wordt al snel weer gepakt. Als straf wordt ze direct afgevoerd naar Auschwitz. In Auschwitz komt ze in het beruchte experimentenblok, wordt gesteriliseerd en als ze verdere experimenten weigert moet ze voor straf bij de gaskamers werken ter ondersteuning van het Sonderkommando. Wanneer ze tussen de lijken haar nichtje ontdekt, kan ze het niet meer volhouden en weet met de moed der wanhoop en flair een andere werkplek bij de nabij gelegen granatenfabriek te organiseren. Dankzij haar passie voor dans weet ze haar positie verder te verbeteren. In Auschwitz leert Roosje SS’ers dansen en de bijbehorende etiquette. Ze verliest alles maar niet haar moed en blijft trouw aan haar karakter.
In een brief kort na haar bevrijding schrijft ze over de bombardementen die ze meemaakte: ‘De verschrikkelijke bombardementen in Auschwitz, Breslau, Berlijn en Hamburg lieten mij volstrekt onverschillig. Op den duur stond ik niet meer op uit mijn bed in de houten barakken, vrachtauto of in de open lucht. Terwijl de granaten en bomsplinters ons om de oren suisden vertelden we elkaar een mop. Wat maakt de toekomst uit. Je moet nu plezier hebben en overleven. Nee, het leven in Duitsland heeft mij hard en wreed gemaakt.’

### Bevrijdende dans
Het Zweedse Rode Kruis ruilt Roosje in 1945 uit voor drie gevangen genomen Duitse soldaten en brengt haar naar een opvangcentrum in Zweden. Ze weegt bij aankomst 35 kilo, maar herstelt snel. Na haar herstel organiseert ze cabaret en dans in het opvangcentrum. Die dans noemt ze haar bevrijdende dans.
Wanneer de Nederlandse vluchtelingen weer terug moeten naar Nederland vraagt Roosje zich af of Nederland nog haar vaderland is. Haar Nederlandse man, zwager en minnaar hebben haar verraden. Een Nederlandse politieman heeft haar gearresteerd. Nederlanders hebben haar bewaakt en haar huis leeggeroofd. Bovendien is ze er van overtuigd dat ze voor haar familie niet meer terug hoeft naar Nederland omdat er geen familie meer zal zijn. Roosje besluit in Zweden te blijven. Ze bouwt in Zweden een nieuw leven op. Een toekomst met herinnering. Het in haar onderarm getatoeëerde kampnummer uit Auschwitz verbergt ze onder een sieraad voor de buitenwereld. Ze gaat uit dansen, maakt snel Zweedse vrienden en op 15 februari 1946 trouwt ze met een Zweedse man, Elon Nordström. 
In 1947 bezoekt Roosje voor het eerst weer Nederland met name haar vrienden en vriendinnen van vroeger. Ook haar jongere broer die ook de oorlog heeft overleefd. Haar huis in Den Bosch, waar in 1942 haar illegale dansschool op zolder is geweest, blijkt weggebombardeerd door de Engelsen bij de bevrijding van de stad. De vele fotoalbums en filmopnamen van die illegale dansschool had ze kort voor haar vlucht in de tuin begraven. In de schemering graaft ze die weer op en neemt alles mee naar Zweden. 
Haar levenslust, passie voor dansen en muziek, actieve interesse in mensen en haar optimisme heeft ze ondanks alle ellendige ervaringen behouden. Met een glimlach vertelde ze daarover: ‘Vanaf het begin van mijn nieuwe leven hier in Zweden onderteken ik mijn brieven met Roosje, net als vroeger. Toch is er een verschil. In de letter R van Roosje en van mijn officiële naam Rosita teken ik voortaan lachebekjes, als lach naar het leven. Als lange neus naar al diegenen die mij klein hadden willen krijgen. Ze hebben me niet klein gekregen.’ In 2000 overlijdt Roosje Glaser in Stockholm, 85 jaar oud.

### Vervolging van de verraders
Na de oorlog komen steeds meer berichten over gedeporteerde Nederlanders die zijn overleden, meestal via het Internationale Rode Kruis. Maar liefst 90% van Roosjes Nederlandse familie blijkt te zijn vermoord. Van de twaalfhonderd mensen die samen met Roosje per trein in Auschwitz aankwamen, zijn er zevenhonderd direct na aankomst vergast. Vijfhonderd werden te werk gesteld. Van die twaalfhonderd hebben, naar verluidt, acht mensen het kamp overleefd.
Direct na de oorlog werd in Nederland de politieke recherche opgericht, om misstanden tijdens de oorlog te onderzoeken. Op 8 december 1945 schrijft Roosje vanuit Gotenburg in Zweden een lange brief naar de politieke recherche over het verraad van haar ex-man Leo, zijn broer en ex-zwager Marinus en ex-minnaar Kees. Op aangeven van Roosje wordt Leo opgepakt voor zijn verraad en opgesloten in kamp Vught. Dat staat toch leeg en doet na de oorlog dienst als gevangenis. Op basis van justitieel onderzoek acht de rechter Leo's verraad bewezen. Na negen maanden gevangenis komt Leo weer vrij. Hij kan gewoon doorgaan met zijn dansschool en overlijdt in 1978.
Mede op aanwijzing van Roosje wordt ook Marinus opgepakt en vastgezet. Naast het verraden van Roosje bleek Marinus meer kwaad te hebben aangericht. De rechter veroordeelt Marinus tot tien jaar gevangenis. Al een jaar later wordt dat teruggebracht tot de helft. De zuivering begon met de slogan ‘snel, streng en rechtvaardig’. Maar vanwege het grote aantal rechtszaken, de noodzakelijke opbouw van Nederland en de oorlog in Indonesië, een voormalige kolonie van Nederland, kwam al spoedig de nadruk op snel te liggen en minder op streng en rechtvaardig. Kees wordt eveneens opgepakt. Niet alleen vanwege Roosje. Hij heeft meer op zijn kerfstok. Behalve van verraad wordt hij ook verdacht van oplichting en collaboratie. Hij is met veel geld op zak in het Zuid-Duitse Dessau door de geallieerden gevangengenomen. De geallieerden dragen Kees aan Nederland over en net als Leo en Marinus wordt ook hij in kamp Vught opgesloten. De politieke recherche verhoort hem. Op verzoek van de verdediging wordt hij onderzocht door een psychiater, die verklaart dat hij niet volledig toerekeningsvatbaar is. Hij wordt vrijgelaten. Kees gaat in Duitsland wonen en overlijdt in 1996 te Keulen.
Over haar relatie met Leo en Kees schrijft Roosje in een van haar fotoalbums: ‘In maart 1937 ontmoette ik mijn tweede lot, te weten Kees. Van hem huurden Leo en ik de danszalen in Den Bosch. Deze man is schuld van heel die ongelukkige toestand die mij tien jaar lang heeft achtervolgd. Op hem werd ik verliefd en hij op mij. Er ontwikkelde zich een gevaarlijk spel om geld, moraal en eer. Iedereen verloor. We verloren alle drie onze liefde, ons geld en onze goede reputatie. Haat in de diepste betekenis sloeg diepe wonden. Het was een onvergetelijk driehoeksdrama. We zijn nu alle drie getrouwd. Ik denk dat het met mij het beste gaat. Ik wil hen vergeten als een nachtmerrie. Dat is gelukt door rijpheid.’ Roosje overleeft zowel Leo als Kees.